# Bitis arietans
Bitis arietans là một loài rắn trong họ Rắn lục. Đây là một loài rắn độc, sinh sống chủ yếu ở các vùng thảo nguyên, đồng cỏ, kéo dài từ vùng Maroc tới Ả Rập và toàn bộ châu Phi, trừ vùng sa mạc Sahara và vùng rừng nhiệt đới Loài rắn này gây ra phần lớn các vụ rắn cắn gây chết người ở châu Phi do nhiều nhân tố, như phạm vi phân bố rộng và thường xuất hiện ở các khu vực có dân đông. Hai phân loài hiện được công nhận, bao gồm phân loài chỉ định được miêu tả ở đây.
Trong tiếng Anh, tên thông dụng loài rắn này là puff adder, African puff adder, or common puff adder.

## Miêu tả
Chiều dài trung bình khoảng 1 m và khá mập mạp. Mẫu vật lớn dài 190 cm (75 in), nặng hơn 6.0 kg (13.2 lbs) và chiều dài chu vi thân 40 cm (16 in) đã được ghi nhận. Các mẫu vật từ Ả Rập Xê Út không lớn như vậy, thường dài không quá 80 cm. Con đực thường lớn hơn con cái và có đuôi khá dài hơn.
Đầu có một hình dạng gần giống hình tam giác với mũi nhọn và cùn. Nhưng nó vẫn rộng hơn cổ.

## Phân bố

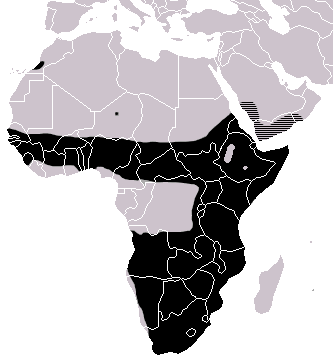
Phân bố của B. arietans ở châu Phi và bán đảo Ả Rập

Đây có lẽ là loài rắn phổ biến nhất và phân bố rộng rãi nhất ở châu Phi. Loài rắn này được tìm thấy ở phần lớn châu Phi hạ Sahara về phía nam đến Mũi Hảo Vọng, bao gồm nam Maroc, Mauritania, Sénégal, Mali, nam Algérie, Guinea, Sierra Leone, Côte d'Ivoire, Ghana, Togo, Bénin, Niger, Nigeria, Tchad, Sudan, Cameroon, Cộng hòa Trung Phi, bắc, đông và nam Cộng hòa Dân chủ Congo, Uganda, Kenya, Somalia, Rwanda, Burundi, Tanzania, Angola, Zambia, Malawi, Mozambique, Zimbabwe, Botswana, Namibia và Nam Phi. Nó cũng xuất hiện ở bán đảo Ả Rập, nơi Loài này có ở tây nam Ả Rập Xê Út và Yemen.
Khu vực điển hình được đưa ra là "Promontorio bonae spei" (Mũi Hảo vọng, Nam Phi).

## Ăn
Chúng hiếm khi có hoạt động săn mồi, mà thích phục kích con mồi tình cờ đi ngang qua. Con mồi của chúng gồm động vật có vú, chim, lưỡng cư, và thằn lằn. Nó chủ yếu sống về đêm.

## Hình ảnh

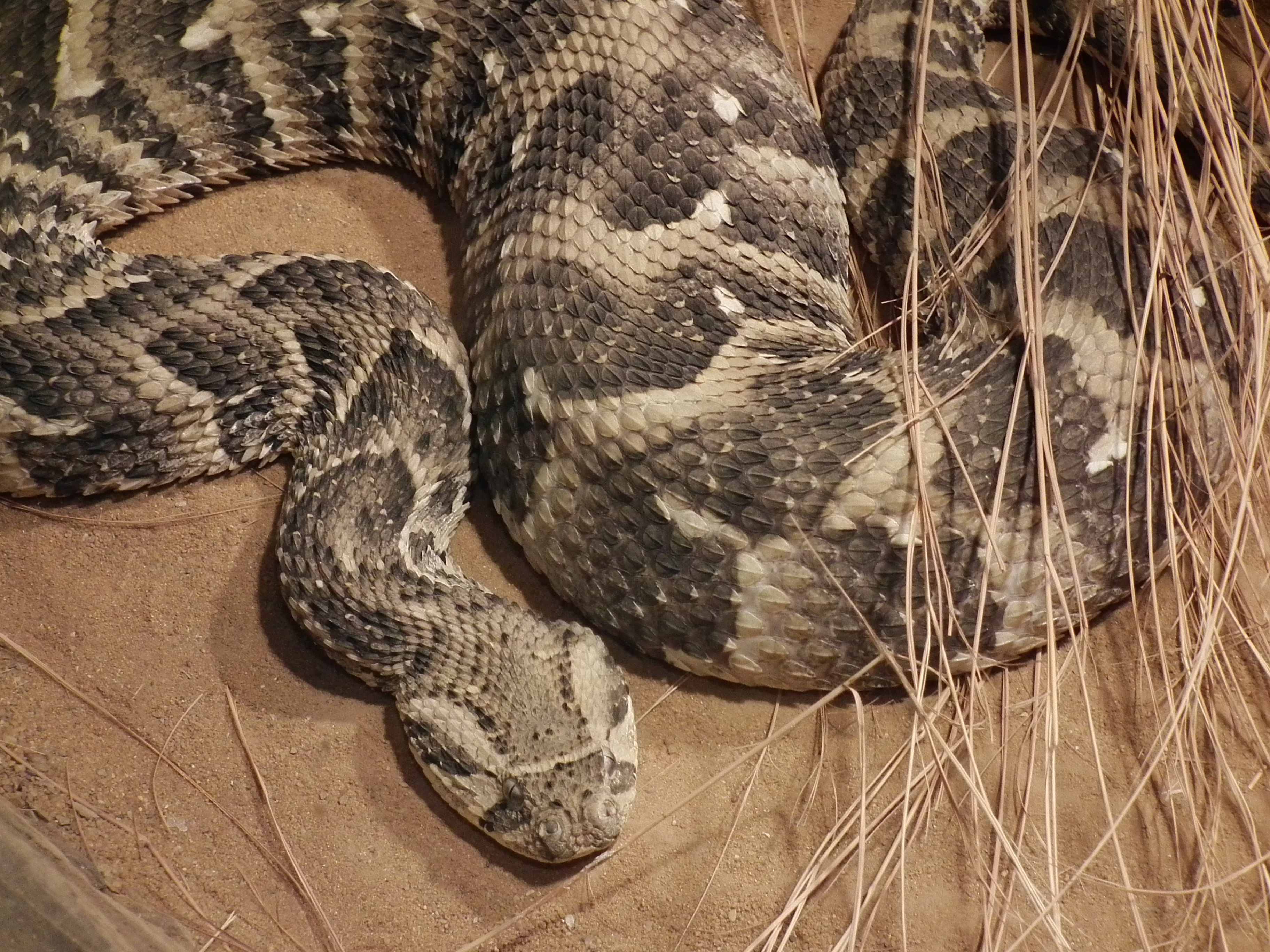
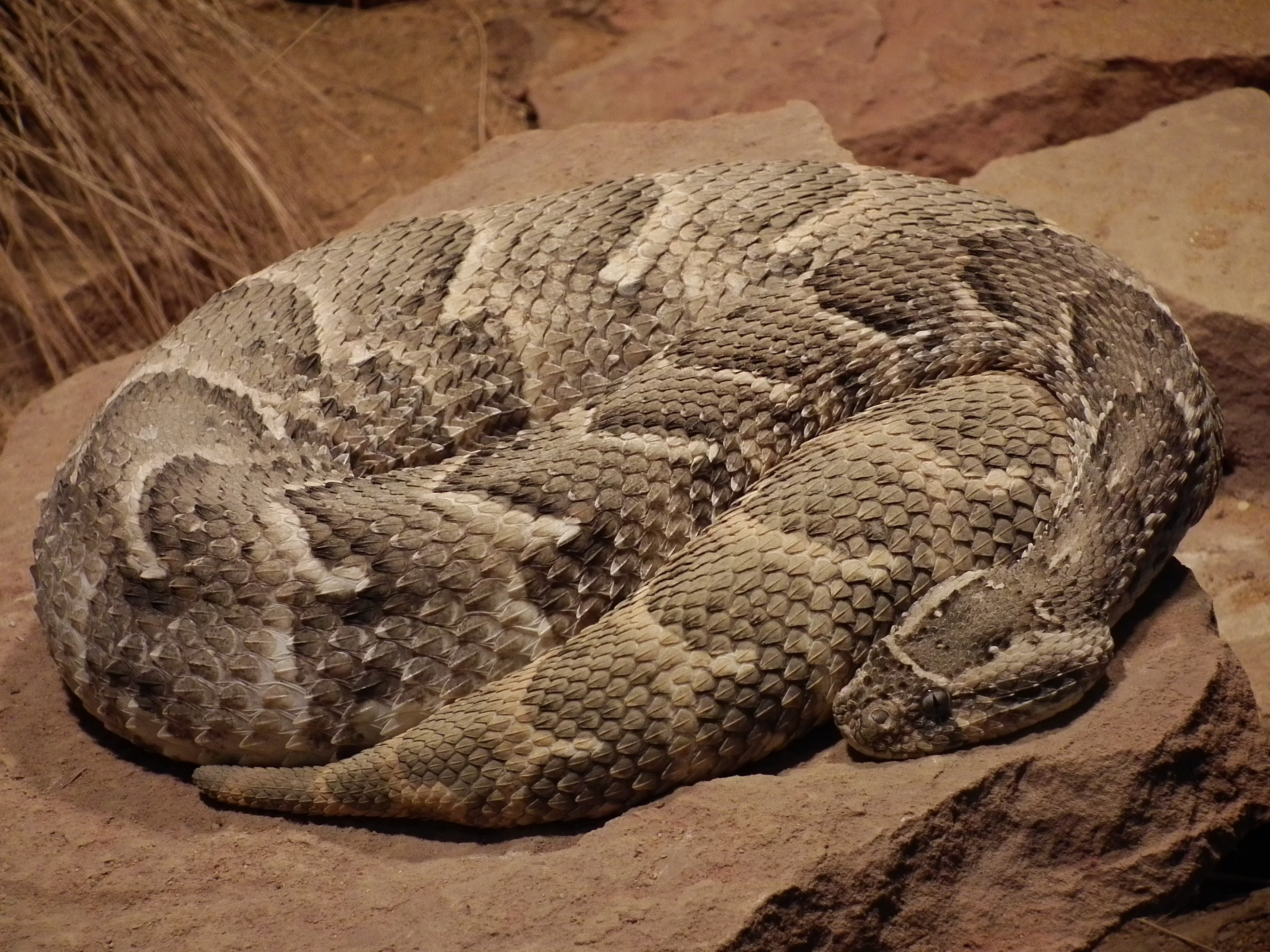
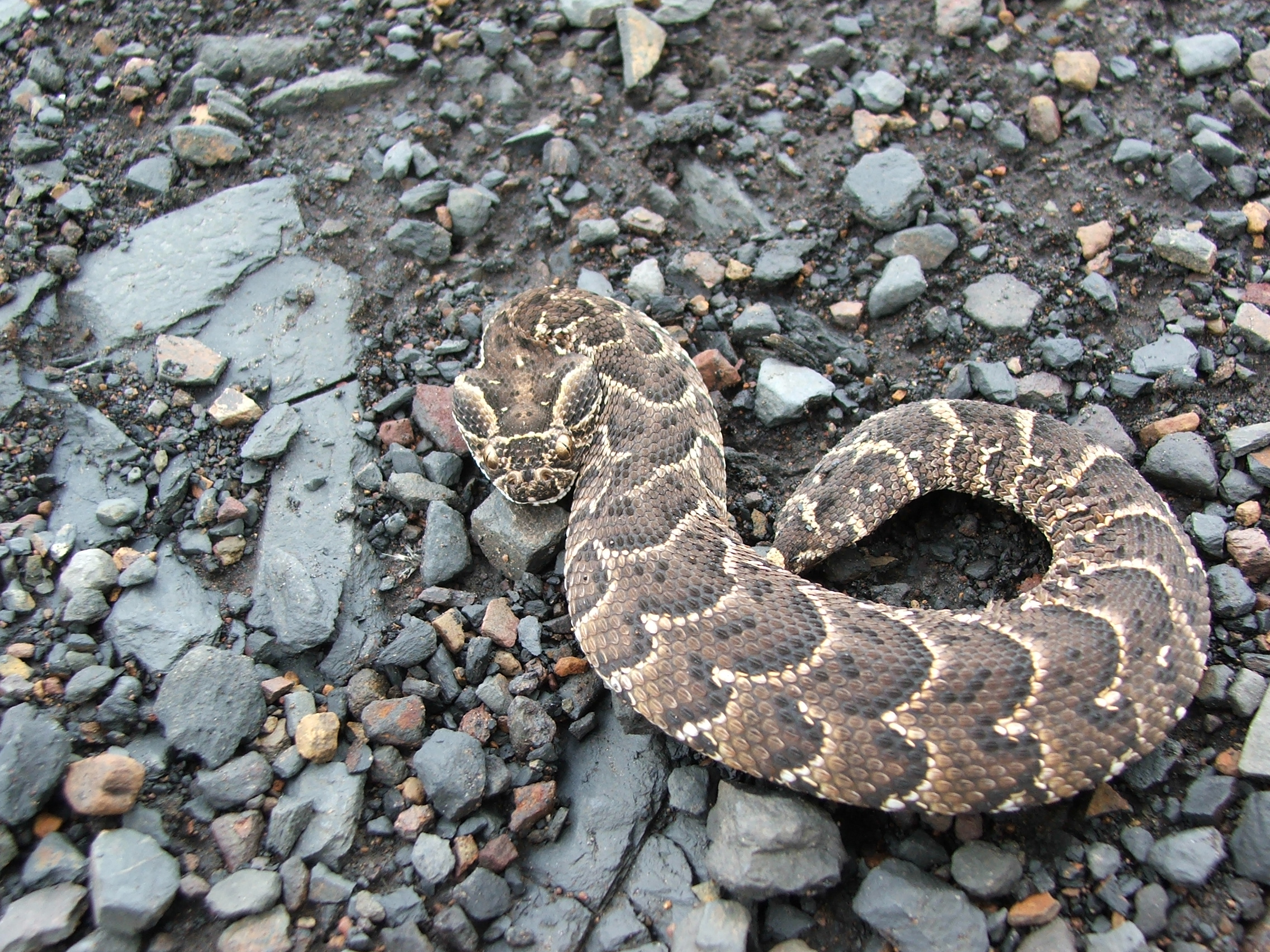